# S. N. Goenka
Satya Narayan Goenka thường được gọi tắt là S.N. Goenka. Ông sinh ngày 30 tháng 1 năm 1924 và mất ngày 29 tháng 9 năm 2013. Ông là một cư sĩ - thiền sư thiền minh sát (Vipassana) theo truyền thống của Đại thiền sư quá cố Sayagyi U Ba Khin, người Miến Điện (Mayamar). Mặc dù gốc là người Ấn Độ, Ông Goenka sinh trưởng và lớn lên tại Miến điện. Sau khi thụ huấn với sư phụ được mười bốn năm, Ông Goenka về cư ngụ tại Ấn Độ và bắt đầu giảng dạy Vipassana vào năm 1969. Phương pháp mà Thiền sư S.N. Goenka giảng dạy tiêu biểu cho một truyền thống có từ thời của Đức Phật. Đức Phật không hề giảng dạy một giáo phái nào; Ngài giảng dạy Dhamma (Pháp) — con đường giải thoát — là đường lối phổ quát. Cùng một truyền thống đó, đường lối của Ông Goenka cũng hoàn toàn không tông phái. Vì lý do này, sự giảng dạy của Ông thu hút mạnh mẽ mọi người thuộc mọi giai cấp, mọi tôn giáo hoặc không theo tôn giáo nào, và từ khắp nơi trên thế giới. Vào ngày 29 tháng 8 năm 2000, Ông Goenka, vị thiền sư chính của Thiền Vipassana viếng thăm Mỹ quốc và cùng với những nhà lãnh đạo tinh thần khác trên thế giới, diễn thuyết tại “Hội nghị Thượng Đỉnh Thiên niên về Hòa Bình Thế giới” ở Trụ sở Liên Hợp Quốc tại New York. Ông được trao giải Padma Bhushan bởi Chính phủ Ấn Độ vào năm 2012.